# Tor sòlid

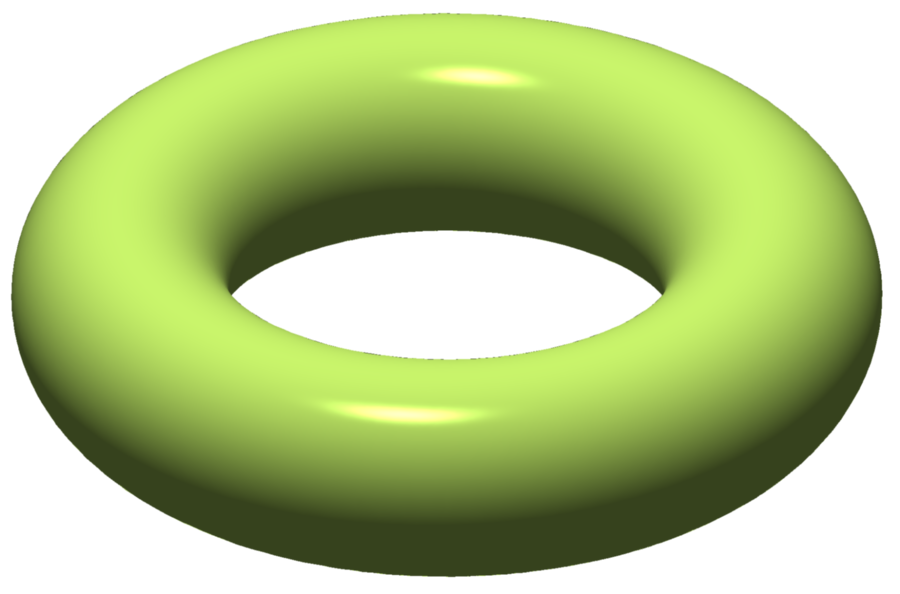
Tor sòlid

En topologia, un tor sòlid és l'espai topològic format en escombrar un disc al voltant d'un cercle. És homeomòrfic al producte cartesià {\displaystyle S^{1}\times D^{2}} del disc i el cercle, segons la topologia producte.
Una manera estàndard de visualitzar un tor sòlid és com a tor encaixat dins l'espai tridimensional. Tanmateix, s'ha de distingir d'un tor, que té el mateix aspecte visual: el tor és l'espai bidimensional que fa de frontera d'una tor, mentre el tor sòlid inclou també l'espai interior compacte tancat pel tor.

## Propietats topològiques
El tor sòlid és una varietat connexa, compacta, orientable 3-dimensional amb frontera. La frontera és homeomorfa a{\displaystyle S^{1}\times S^{1}}, el tor ordinari.
Com que el disc {\displaystyle D^{2}} és contractible, el tor sòlid té el tipus d'homotopia d'un cercle {\displaystyle S^{1}}. Per tant, el grup fonamental i els grups d'homologia són isomorfs als del cercle:
{\displaystyle \pi _{1}(S^{1}\times D^{2})\cong \pi _{1}(S^{1})\cong \mathbb {Z} ,}
{\displaystyle H_{k}(S^{1}\times D^{2})\cong H_{k}(S^{1})\cong {\begin{cases}\mathbb {Z} &{\text{si }}k=0,1,\\0&{\text{altrament}}.\end{cases}}}